# محمد هاشم رشيد
محمد هاشم رشيد، شاعر سعودي، ولد عام 1349هـ في المدينة المنورة لأب كان يحب الشعر، درس محمد هاشم رشيد في مدرسة العلوم الشرعية ابتداء من المرحلة التأسيسية فالتحضيرية حيث حفظ القرآن الكريم ثم الابتدائية فقسم العلوم العالية، وقد كان للمسجد النبوي الشريف وعلمائه الأثر الكبير في تكوينه العلمي والثقافي، تزوج وله ستة أبناء وابنتان.

## البداية
بدأ الشاعر حياته هاوياً للرسم والشعر ولكن الشعر الى ان طور من وسائله التعبيرية، وقد ظهرت الاتجاهات الفنية عنده منذ طفولته فشارك في الكثير من المهرجانات الوطنية بقصائد أعجب بها معلموه وزملاؤه.

## أهم الوظائف التي شغلها
- مشرف ثقافي ومسؤول عن الشؤون العامة بإدارة التعليم ثم مديرا.
- عمل مراسلا لجريدة المدينة المنورة بعد انتقالها إلى جدة.
- عمل مديرا لمكتب جريدة البلاد لمدة عشر سنوات.
- عمل محرر أخبار في إذاعة الرياض، ومشرفاً ثقافياً، ومديراً للمطبوعات بوزارة الإعلام تولى رئاسة النادي الأدبي بالمدينة المنورة.[3]

## أغراض شعره
- الشعر الديني
- الشعر الوطني والقومي
- الشعر الاجتماعي[4]

## ما كتب عنه
- كتاب محمد هاشم رشيد شعره وشاعريته، للدكتور رزق محمد.
- الخصائص الفنية في شعر محمد هاشم رشيد، للدكتور عبد الرحمن الوصيفي.
- التجربة الإبداعية عند محمد هاشم رشيد، للدكتور محمد صادق العفيفي.
- محمد هاشم رشيد شاعر المدينة حياته وشعره، للاستاذ وسام عبد الباقي.
- محمد هاشم رشيد بحوث ودراسات، للاستاذ أحمد المصطفى.

## دواوين الشاعر
1. ديوان «وراء السراب» صدر عن مطبعة الحرية بالقاهرة عام 1373ه.
2. ديوان «على دروب الشمس» صدر عن النادي الأدبي بالمدينة المنورة عام 1397هـ.
3. ديوان «في ظلال السماء» صدر عن النادي الأدبي بالمدينة المنورة في عام 1398هـ.
4. ديوان «على ضفاف العقيق» صدر عن النادي الأدبي بالمدينة المنورة عام 1399هـ.
5. ديوان «الجناحان الخافقان» صدر عن الرئاسة العامة لرعاية الشباب عام 1399هـ، وعن النادي الأدبي بالمدينة المنورة عام 1400هـ.
6. ديوان «على أطلال إرم» (ملحمة شعرية) عن النادي الأدبي بالمدينة المنورة عام 1400هـ.
7. ديوان «بقايا عبير ورماد» صدر عن النادي الأدبي الثقافي بجدة عام 1404هـ.
8. ديوان «نفحات الرياض» (في ظلال اختيار الرياض عاصمة للثقافة العربية عام 2000م) وهو تحت الطبع.

## سيصدر قريباً
- ليالي العقيق (ديوان شعر).
- الفجر الملتهب (ديوان شعر).
- تسابيح وتباريح (ديوان شعر).
- شعراء احببتهم (دراسات ادبية).
- المدينة المنورة في عيون شعرائها (دراسة ادبية).
- ذكريات وصور (دراسات ادبية وفنية).
- المقالات والأحاديث الإذاعية والتلفزيونية للشاعر.

## قصائده
من أشهر قصائده «أغادير» التي يقول فيها: 

## المؤتمرات واللقاءات
- مؤتمر الشعراء السعوديين بجدة عام 1384ه (بدعوة من وزير الإعلام السابق الأستاذ جميل الحجيلان).
- مؤتمر الأدب السعودي بمكة المكرمة بعام 1394ه (بدعوة من جامعة الملك عبد العزيز بجدة).
- عكاظية تونس عام 1973م (بدعوة من وزارة الثقافة والإرشاد التونسية).
- عدد من الندوات والامسيات الشعرية في كل من: العراق، الإمارات، البحرين، قطر، عمان (ضمن الوفد الأدبي السعودي المشكل من قبل الأمير فيصل بن فهد بن عبد العزيز الرئيس العام لرعاية الشباب يعام 1399ه.
- المهرجان الرابع للشباب العربي (بترشيح من الرئاسة العامة لرعاية الشباب) عام 1399ه.
- الندوة الشعرية الأولى عن القرن الخامس عشر الهجري التي عقدت في مدينة مسقط بعمان الشقيقة بتوصية من اللجنة الثقافية بمجلس التعاون الخليجي عام 1404ه.
- ندوة الأدب الإسلامي بالجامعة الإسلامية بالمدينة المنورة (بدعوة من الجامعة) عام 1402ه.
- مؤتمر الأمن الإعلامي بمدينة الطائف عام 1402ه (مندوبا عن وزارة الاعلام).

## وفاته
توفي الشاعر محمد هاشم رشيد في تاريخ. 28 -2-1423 للهجرة في الحرم النبوي الشريف في المدينة المنورة حيث وافاه الأجل عقب تأديته صلاة الجمعة إثر أزمة قلبية ألمت به، وقد شيع جثمانه إلى مقبرة بقيع الغرقد عقب صلاة المغرب بحضور المواطنين والأدباء.

## وصلات خارجية
- محمد هاشم رشيد.. صاحب «الجناحان الخافقان».
- وداعاً.. شاعر المدينة المنورة.